# Meteorus flavistigma
Meteorus flavistigma (лат.) — вид паразитических наездников рода Meteorus из семейства Braconidae. Центральная Америка: Коста-Рика.

## Описание
Мелкие наездники, длина около 4 мм. Основная окраска тела желтовато-коричневая. От близких видов отличаются следующими признаками: птеростигма жёлтая, затылочный киль полный; оцеллии маленькие, расстояние между оцеллиями равно 1,4-1,8 × диаметра оцеллия; нотаули глубоко вдавленные, отчетливые и ямчатые; проподеум морщинистый; задние тазики пунктированные; коготки лапок с большой лопастью; дорсопе отсутствует; вентральные границы первого тергита разделены в основании и смыкаются на вершине почти на ½ сегмента; яйцеклад в 2,5 раза длиннее первого тергита. Усики самок тонкие, нитевидные, состоят из 26-27 члеников. Предположительно, как и другие виды рода эндопаразитоиды гусениц бабочек или личинок жуков. Вид был впервые описан в 2015 году американскими энтомологами Helmuth Aguirre, Scott Richard Shaw (University of Wyoming, Department of Ecosystem Science and Management, Laramie, Вайоминг, США) и Luis Felipe Ventura De Almeida (Universidade Federal de São Carlos, Departamento de Ecologia e Biologia Evolutiva, São Carlos, Бразилия).